# みんな生きている
『みんな生きている』（みんないきている）は、NHK教育テレビジョンで1994年4月6日から2009年3月27日まで放送されていた小学生向けの学校放送（教科：道徳）である。

## 概要
人や動物の様々な姿を捉えたドキュメンタリー映像を子供たちに観てもらい、生命の重さ・尊さを学び取り、他者に対する慈しみの心やこの世に誕生した喜びの気持ちを持ってもらうことを狙いにした番組。1993年12月27日と12月28日にパイロット版を放送した後（それぞれ後日に再放送あり）、1994年4月にレギュラー放送を開始した。
2000年度までは俳優やタレントによるリポートとナレーションで進行していたが、2001年度からは毎回ドキュメンタリー映像を流す方式になった。また、当初は小学校3年生・4年生向けの番組だったが、2002年に日本各地の小学校で総合的な学習の時間（総合学習）が完全導入されてからは3年生 - 6年生向けの番組として放送されていた。2004年度からは字幕放送ならびに視覚障害者向けの解説放送を行っていた。

## 放送時間
いずれも日本標準時、別の時間帯での再放送あり。
| 期間                          | 放送時間                                                 |
| ----------------------------- | -------------------------------------------------------- |
| 1994年4月6日 - 1995年3月15日  | 水曜日 11:15 - 11:30 1995年4月以降も再放送枠として使用。 |
| 1995年4月11日 - 2002年3月12日 | 火曜日 11:45 - 11:59                                     |
| 2002年4月8日 - 2005年3月14日  | 月曜日 11:00 - 11:15                                     |
| 2005年4月5日 - 2008年3月11日  | 火曜日 09:30 - 09:45                                     |
| 2008年4月9日 - 2009年3月11日  | 水曜日 09:30 - 09:45                                     |

## キャスト
- 大和田獏（1994年度）[3] - パイロット版にも出演。
- 森山祐子（1995年度 - 1996年度）[11][12]
- 村上里佳子（1997年度）[13]
- 石井めぐみ（1998年度 - 2000年度）
- 日髙のり子（2001年度 - 2008年度） - ナレーションのみを担当。

## テーマソング
- 回転木馬にのって（イルカ）